# Mogera kanoana
Mogera kanoana é uma espécie de toupeira da família Talpidae. Endêmica de Taiwan. Foi nomeada em homenagem ao naturalista japonês Tadao Kano, que descobriu os primeiros espécimes na década de 40.